# Municipio 1 Edenton
El municipio 1 Edenton (en inglés: Township 1, Edenton) es un municipio ubicado en el  condado de Chowan en el estado estadounidense de Carolina del Norte. En el año 2010 tenía una población de 7.731 habitantes.

## Geografía
El municipio 1 Edenton se encuentra ubicado en las coordenadas 36°4′36.89″N 76°38′8.73″O / 36.0769139, -76.6357583.